# Episodi de Il ragazzo di Hong Kong
La prima e unica stagione della serie televisiva Il ragazzo di Hong Kong è andata in onda negli Stati Uniti dal 19 settembre 1964 al 10 aprile 1965 sulla NBC.
| nº | Titolo originale       | Prima TV USA      | Titolo italiano | Prima TV Italia |
| -- | ---------------------- | ----------------- | --------------- | --------------- |
| 1  | Hello, Ike             | 19 settembre 1964 |                 |                 |
| 2  | First Day              | 26 settembre 1964 |                 |                 |
| 3  | Spare the Rod          | 3 ottobre 1964    |                 |                 |
| 4  | Mail Order Bride       | 10 ottobre 1964   |                 |                 |
| 5  | Pony Boy               | 17 ottobre 1964   |                 |                 |
| 6  | Wildcat Soup           | 7 novembre 1964   |                 |                 |
| 7  | Ike's Song             | 14 novembre 1964  |                 |                 |
| 8  | The Sour Note          | 21 novembre 1964  |                 |                 |
| 9  | Goodbye, Tiger         | 28 novembre 1964  |                 |                 |
| 10 | The Dread Disease      | 5 dicembre 1964   |                 |                 |
| 11 | Ho, Ho, Ho             | 19 dicembre 1964  |                 |                 |
| 12 | Midsummer Madness      | 26 dicembre 1964  |                 |                 |
| 13 | Motherhood             | 2 gennaio 1965    |                 |                 |
| 14 | My Old Kwangtungy Home | 9 gennaio 1965    |                 |                 |
| 15 | The Big Shot           | 16 gennaio 1965   |                 |                 |
| 16 | The Music Kids Make    | 30 gennaio 1965   |                 |                 |
| 17 | The Return of Wong Lee | 6 febbraio 1965   |                 |                 |
| 18 | Two Ends of a Stick    | 13 febbraio 1965  |                 |                 |
| 19 | The Big Speech         | 20 febbraio 1965  |                 |                 |
| 20 | Senior Citizen         | 27 febbraio 1965  |                 |                 |
| 21 | Bad Penny              | 6 marzo 1965      |                 |                 |
| 22 | Feminine Intrusion     | 13 marzo 1965     |                 |                 |
| 23 | Most Precious Gold     | 20 marzo 1965     |                 |                 |
| 24 | Laughing Buddha        | 27 marzo 1965     |                 |                 |
| 25 | The Victim             | 3 aprile 1965     |                 |                 |
| 26 | Kentucky's Vacation    | 10 aprile 1965    |                 |                 |

## Hello, Ike
- Prima televisiva: 19 settembre 1964

### Trama
- Guest star: Marlyn Mason (Doris Caine), Emlen Davies (Mrs. Yates), Diane Brewster (Mabel Healy), Harry Morgan (Seldom Jackson)

## First Day
- Prima televisiva: 26 settembre 1964

### Trama
- Guest star: Sammy Reese (principale), Harry Morgan (Seldom Jackson), Jill Andre (Miss Childs), Dee J. Thompson (Miss Anders)

## Spare the Rod
- Prima televisiva: 3 ottobre 1964

### Trama
- Guest star: Cherylene Lee (Annie Ng), Paul Fix (giudice Perkins), Jane Chang (Mrs. Ng), Arthur Wong (Mr. Ng)

## Mail Order Bride
- Prima televisiva: 10 ottobre 1964

### Trama
- Guest star: James Hong (Chin King), June Kim (Ping Ping Mock), Beulah Quo (Mrs. Tea-Store Fu)

## Pony Boy
- Prima televisiva: 17 ottobre 1964

### Trama
- Guest star: Warrene Ott (Teenie Howard), Nancy Rennick (Miss Thorncroft)

## Wildcat Soup
- Prima televisiva: 7 novembre 1964

### Trama
- Guest star: Jim Dawson (Chub Baxter), Lloyd Gough (Mr. Baxter), Tyler McVey (sceriffo)

## Ike's Song
- Prima televisiva: 14 novembre 1964

### Trama
- Guest star: Keye Luke (Thomas Wong), Allen Jung (dottor Won Sing), Harold Fong (Hop Lee), Pat Harrington Jr. (Harry Baron), Emile Meyer (Barner Denver)

## The Sour Note
- Prima televisiva: 21 novembre 1964

### Trama
- Guest star: Lee Bergere (Mr. Petroff), Leslie Parrish (Miss Patterson)

## Goodbye, Tiger
- Prima televisiva: 28 novembre 1964

### Trama
- Guest star:

## The Dread Disease
- Prima televisiva: 5 dicembre 1964

### Trama
- Guest star: Joseph Ruskin (Abe), Harry Morgan (Seldom Jackson), Jerry Catron (Jack), Carole Cook (Dodie Wipple), Joan Lemmo (Wanda), H.T. Tsiang (dottor Fang)

## Ho, Ho, Ho
- Prima televisiva: 19 dicembre 1964

### Trama
- Guest star:

## Midsummer Madness
- Prima televisiva: 26 dicembre 1964

### Trama
- Guest star: Arlen Stuart (Mrs. Coles), Sammy Reese (Mr. Percy), Lee Krieger (Mr. Coles), Sarah Marshall (Miss Archer), Dee J. Thompson (Miss Sanders)

## Motherhood
- Prima televisiva: 2 gennaio 1965

### Trama
- Guest star: Regina Groves (Laura)

## My Old Kwangtungy Home
- Prima televisiva: 9 gennaio 1965

### Trama
- Guest star: Erin O'Brien-Moore (zia Belva), Byron Morrow (Rev. Willis), Keye Luke (Thomas Wong), Guy Wilkerson (colonnello Winthrop)

## The Big Shot
- Prima televisiva: 16 gennaio 1965

### Trama
- Guest star: Harry Townes (Charles Caldwell), Harry Morgan (Seldom Jackson), Gilbert Green (John Adcock), Virginia Vincent (Laura Caldwell)

## The Music Kids Make
- Prima televisiva: 30 gennaio 1965

### Trama
- Guest star: Ned Glass (prestatore su pegno), James Chandler (Mr. Keller), Philip Abbott (Sam Clifton), Robby Weaver (Paulie Clifton)

## The Return of Wong Lee
- Prima televisiva: 6 febbraio 1965

### Trama
- Guest star: Malcolm Atterbury (giudice Bleeker), Richard Bull (Harold Erkel), Harry Morgan (Seldom Jackson)

## Two Ends of a Stick
- Prima televisiva: 13 febbraio 1965

### Trama
- Guest star: Nancy Gates (Liz Bovard)

## The Big Speech
- Prima televisiva: 20 febbraio 1965

### Trama
- Guest star: Jane Chang (Mrs. Ng), Charles Lane (Doc Axby)

## Senior Citizen
- Prima televisiva: 27 febbraio 1965

### Trama
- Guest star: Harry Harvey (zio Henry), Tommy Lee (nonno Ng), Elizabeth Shaw (Mandy)

## Bad Penny
- Prima televisiva: 6 marzo 1965

### Trama
- Guest star: Joe Maross (Ned Scratch), Len Lesser (Shoelace), Howard Dayton (Shorty), Jess Kirkpatrick (barista), Nancy Rennick (Edith Thorncroft)

## Feminine Intrusion
- Prima televisiva: 13 marzo 1965

### Trama
- Guest star: Spring Byington (Mrs. Jolly), Harry Morgan (Seldom Jackson), Frank Wilcox (Mr. Hartford)

## Most Precious Gold
- Prima televisiva: 20 marzo 1965

### Trama
- Guest star: William Bramley (Cal Dryer), Strother Martin (Boney Benton)

## Laughing Buddha
- Prima televisiva: 27 marzo 1965

### Trama
- Guest star: Clarke Gordon (Wilbur Bender), Gerald Jann (Eddie Chou), Reginald Owen (Julian Fitz-Arthur)

## The Victim
- Prima televisiva: 3 aprile 1965

### Trama
- Guest star: Ralph Montgomery (tenente Buck), George Macready (Dorian Hawes), Richard Bull (Harold Erkel), Lisa Lu (Su Ling), Harry Morgan (Seldom Jackson)

## Kentucky's Vacation
- Prima televisiva: 10 aprile 1965

### Trama
- Guest star: Joseph Mell (Gus), Frederic Downs (idraulico), Eleanor Audley (Mrs. Edgerton), Eve Bruce (Showgirl), Yvonne Craig (Shirley), Ed Peck (Jim Heller)